# Desfluran
Desfluran (1,2,2,2-tetrafluoroetil difluorometil eter) je visoko fluorinisani metil etil etar koji se koristi za održavanje opšte anestezije. Poput halotana, enflurana, i izoflurana, on je racemska smeša (R) i (S) optičkih izomera (enantiomera). Zajedno sa sevofluranom, on se koristi za postepeno zamenjivanje izoflurana u ljudskoj upotrebi, izuzev u ekonomski nerazvijenim oblastima, gde njegova visoka cena sprečava njegovu upotrebu. On ima najbrži početak i prestanak dejstva među inhalacionim anesteticima koji se koriste za opštu anesteziju usled njegove niske rastvorljivosti u krvi.

## Stereohemija
Desfluran je racemat, tj. Mešavina 1: 1 sledeća dva enantiomera:
| Enantiomeri desflurana | Enantiomeri desflurana |
| ---------------------- | ---------------------- |
| ()-enantiomer          | ()-enantiomer          |

## Osobine
Desfluran je organsko jedinjenje, koje sadrži 3 atoma ugljenika i ima molekulsku masu od 168,038 .
| Osobina                  | Vrednost |
| ------------------------ | -------- |
| Broj akceptora vodonika  | 1        |
| Broj donora vodonika     | 0        |
| Broj rotacionih veza     | 3        |
| Particioni koeficijent ( | 2,2      |
| Rastvorljivost (logS, log(mol/L))       | -4,4     |
| Polarna površina (PSA, Å2)  | 9,2      |

## Literatura
- Hardman JG, Limbird LE, Gilman AG (2001). Goodman & Gilman's The Pharmacological Basis of Therapeutics (10. изд.). New York: McGraw-Hill. ISBN 0071354697. doi:10.1036/0071422803.
- Thomas L. Lemke; David A. Williams, ур. (2007). Foye's Principles of Medicinal Chemistry (6. изд.). Baltimore: Lippincott Willams & Wilkins. ISBN 0781768799.

## Spoljašnje veze
|  | Molimo Vas, obratite pažnju na važno upozorenje u vezi sa temama iz oblasti medicine (zdravlja). |